# Jan Brazda

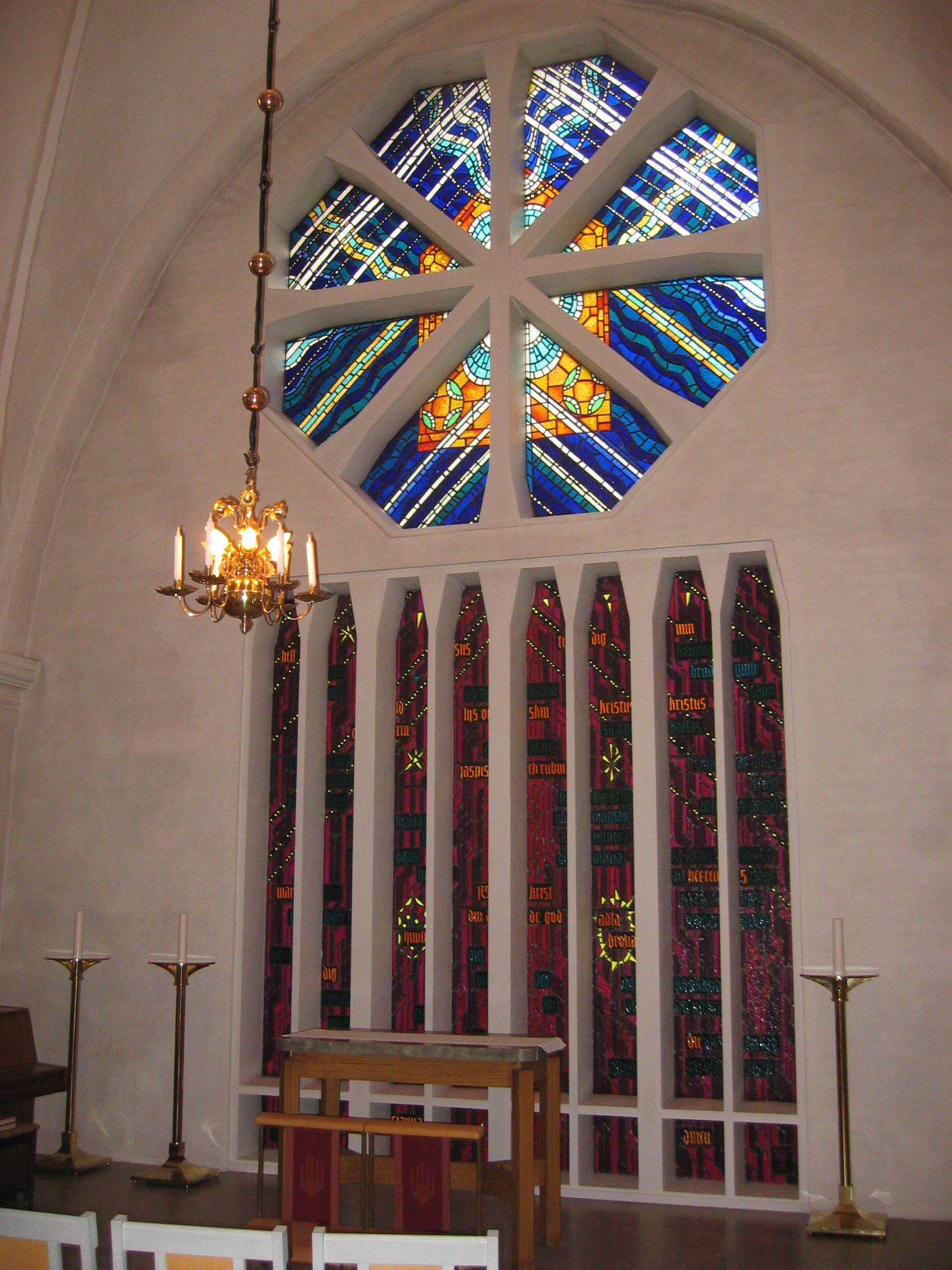
Fönster i Växjö domkyrkas korabsid.

Jan Brazda, född 4 december 1917 i Rom, död 17 oktober 2011 i Stockholm, var en tjeckisk-svensk glaskonstnär och scenograf. 

## Biografi
Jan Brazda var son till den tjeckiske konstnären Oskar "Oki" Brázda och den svenska författaren Amelie Posse. 
Han studerade konst vid akademien i Prag för Sakub Obrovsky 1934–1939. Tillsammans med Ralph Bergholtz arbetade han under 1950-talet med att utveckla den så kallade högbränningstekniken inom glasmåleriet. De bägge ställde ut tillsammans vid H55 samt på Röhsska museet 1955. Jan Brazda  skapade ett antal glasmålningar till kyrkor samt till entrén på Röhsska museet och illustrerade den samlade upplagan av sin mors böcker år 1946.
Han utförde scenografin vid uppsättningar av verk av Wagner vid Kungliga Teatern i Stockholm och Bayerische Staatsoper i München. Vidare, ytterligare scenografiuppdrag vid Covent Garden i London, Lyric Opera i Chicago och Teatr Wielki - Opera Narodowa i Warszawa.
Jan Brazda hade en separatutställning på Waldemarsudde september–november 1981 och ytterligare en vid Centre International du Vitrail i Chartres 1 april – 29 oktober 1995.
Han är representerad vid Nationalmuseum, Waldemarsudde, Skissernas Museum, Länsmuseet Gävleborg och Värmlands museum i Karlstad, Kalmar konstmuseum med flera landsortsmuseer. Brazda är begravd på Snårestads kyrkogård.

## Glasmålningar av Jan Brazda finns på följande platser
- Vårdinge kyrka 1958
- Villie kyrka 1958
- Hedvigs kyrka 1958
- Sankt Andreas kyrka, Malmö 1959
- Karlstads domkyrka 1960
- Växjö domkyrka 1960
- Eriksberg kyrka 1960
- Krokeks kyrka 1960
- Badelunda kyrka 1960
- Åby kyrka 1962
- Örebro rådhus 1962
- Krokeks kyrka 1962
- Kila kyrka 1963
- Nicolai kyrka, Örebro 1964
- Ljungby kyrka 1965
- Handelsbanken, Stockholm 1967

## Teater

### Scenografi (ej komplett)
| År   | Produktion           | Upphovsmän   | Regi | Teater        | Noter      |
| ---- | -------------------- | ------------ | ---- | ------------- | ---------- |
| 1957 | Tartiniana Calipette | Lia Schubert |      | Lilla teatern | Scenografi |